# Tour della nazionale maschile di rugby a 15 del Galles 1993
Tra le due edizioni del 1991 e del 1995 della coppa del Mondo, la nazionale gallese di rugby union si reca varie volte in tour oltremare.
Nel 1993 Il Galles si reca in tour in Namibia e Zimbabwe. 3 i successi nei test match.

## La squadra
- Estremi:

Mike Rayer (Cardiff RFC)

I. Jones (Llanelli RFC)
- Tre quarti*

Roger Bidgood (Newport RFC)

Simon Hill (Cardiff RFC)

Wayne Proctor (Llanelli RFC)

Neil Boobyer (Llanelli RFC)

H. Woodland
- Mediani:

Neil Jenkins (Pontypridd RFC) 

Adrian Davies (Cardiff RFC)

Rupert Moon (Llanelli RFC)

Rob Howley (Bridgend RFC)
- Avanti

Paul Arnold (Swansea RFC) 

I.Buckett (Swansea RFC) 

A.Copsey (Llanelli RFC)

John Davies (Neath RFC)

Phil Davies (Llanelli RFC)

Stuart Davies (Swansea RFC) 

Mike Griffiths (Cardiff RFC)

Lyn Jones (Llanelli RFC)

Andrew Lamerton (Llanelli RFC)

Emyr Lewis (Llanelli RFC)

Robin McBryde (Swansea RFC) 

Mark Perego (Llanelli RFC)

Gareth Llewellyn  (Neath RFC)

A. Williams (Maesteg) 

Hugh Williams-Jones (SW Police)

## I match
Nel primo match da segnalare che il principale problema per i gallesi furono il caldo e l'altitudine più che la qualità degli avversari.
| Arbitro: | Ian Rogers |

| |            | |
| Olonga | mt         | PT Davies, Hill, Moon, Proctor |
| | tr         | Jenkins 3 |
| Walters 3 | c.p.       | Jenkins 2 |
| | drop       | A Davies |
| 15.Ian Noble, 14.David Nash, 13.Mark Letcher, 12.Dave Walters (cap), 11.Victor Olonga, 10.Craig Brown, 9.Sean Day, 8.Enrico Fargnoli, 7.Brendon Dawson, 6.Shaun Landman, 5.Tendayi Tabvuma, 4.Rob Demblon, 3.Adrian Garvey, 2.Brian Beattie, 1.Gary Snyder | Formazioni | 15.Mike Rayer, 14.Simon Hill, 13.Roger Bidgood, 12.Neil Jenkins, 11.Wayne Proctor, 10.Adrian Davies, 9.Rupert Moon, 8.Emyr Lewis, 7.Lyn Jones, 6.Mark Perego, 5.Gareth Llewellyn (cap), 4.Phil Davies, 3.Hugh Williams-Jones, 2.Andrew Lamerton, 1.Mike Griffiths - Sostituti: Stuart Davies, Neil Boobyer |

Senza problemi il secondo match contro la seconda squadra dell'ex-Rhodesia
| Arbitro: | Shadwick |

|                     |    |                                                                   |
| Chivandire, Kirkman | mt | I. Jones 2, Rayer 2 Howley, Buckett Boobyer, Hill Arnold, Jenkins |
| Veltman             | tr | Jenkins 7                                                         |

| Arbitro: | I. Anderson |

| |            | |
| Olonga | mt         | Bidgood, JD Davies S Davies, Jenkins Llewellyn 2 |
| Noble | tr         | Jenkins 3 |
| Noble 2 | c.p.       | Jenkins 2 |
| 15.Ian Noble, 14.William Schultz, 13.Mark Letcher, 12.Dave Walters (cap.), 11.Victor Olonga, 10.Craig Brown, 9.Ewan MacMillan, 8.David Kirkman, 7.Brendon Dawson, 6.Shaun Landman, 5.Tendayi Tabvuma, 4.Rob Demblon, 3.Adrian Garvey, 2.Brian Beattie, 1.Gary Snyder - Sostituti: Bedford Chimbima, Bright Chivandire | Formazioni | 15.Neil Jenkins, 14.Simon Hill, 13.Roger Bidgood, 12.Neil Boobyer, 11.Wayne Proctor, 10.Adrian Davies, 9.Rupert Moon, 8.Emyr Lewis, 7.Lyn Jones, 6.Stuart Davies, 5.Gareth Llewellyn (cap.), 4.Paul Arnold, 3.John Davies, 2.Andrew Lamerton, 1.Mike Griffiths |

Da segnalare l'espulsione di Robin McBryde
| Arbitro: | P.Thueunissen |

|          |      |                                                |
| R. Gious | mt   | Proctor 2, Boobyer 2, Mc Bryde, Howlett, Rayer |
| Horn     | tr   | Jenokins 6                                     |
| Horn     | c.p. |                                                |

| Arbitro: | Ken McCartney |

| |            | |
| Coetzee, Kotze | mt         | Hill, Lewis 2 Moon, Proctor |
| Coetzee 2 | tr         | Jenkins 2 |
| Coetzee 3 | c.p.       | Jenkins 3 |
| 15.Jaco Coetzee, 14.Gerhard Mans (cap.), 13.Henning Snyman, 12.Michael Marais, 11.Eden Meyer, 10.Migiel Booysen, 9.Basie Buitendag, 8.Henry Brink, 7.Khaki Goosen, 6.Barries Barnard, 5.Bernard Malgas, 4.Dirk Kotze, 3.Abe van Wyk, 2.Stephan Smith, 1.Cassie Derks - Sostituti: Glen Rich | Formazioni | 15.Mike Rayer, 14.Simon Hill, 13.Roger Bidgood, 12.Neil Boobyer, 11.Wayne Proctor, 10.Neil Jenkins, 9.Rupert Moon, 8.Emyr Lewis, 7.Lyn Jones, 6.Stuart Davies, 5.Gareth Llewellyn (cap.), 4.Phil Davies, 3.Hugh Williams-Jones, 2.Andrew Lamerton, 1.Mike Griffiths - Sostituti: Mark Perego |

| Arbitro: | Freek Burger |

|                        |      |                                                                         |
| Baranrd, Joël Stransky | mt   | I. Jones 2, Proctor, Perego, P. Davies J. Davies, S. Davies, A. Davies, |
| Stransky 2             | tr   | Jenkins 5                                                               |
| Stransky               | c.p. | Jenkins 2                                                               |